# Autonome Sozialistische Sowjetrepublik Turkestan

Wappen der Turkestanischen ASSR

1:2 ASSR Turkestan

Lage der Turkestanischen ASSR (1922)

Die Autonome Sozialistische Sowjetrepublik Turkestan, auch Turkestanische ASSR genannt, bestand vom 30. April 1918 bis zum 27. Oktober 1924. Die Hauptstadt der Autonomen Sozialistischen Sowjetrepublik war Taschkent. Ihre Bevölkerung zählte rund 5 Millionen. Bis 1920 befand sich nördlich von ihr der sogenannte Alasch-Orda-Staat und östlich von ihr die Kokander Autonomie.

## Geschichte
Während der Anfangsphase des Russischen Bürgerkrieges entstand im April 1918 auf dem Boden Russisch-Turkestans bzw. des ehemaligen Generalgouvernement Turkestan auch ein Turkestaner Rat der Volkskommissare. Dieser rief die Turkestanische ASSR aus und beanspruchte, die politische Vertretung Gesamtturkestans zu sein. Doch beschränkte sich sein Machtbereich zu diesem Zeitpunkt nur auf wenige Eisenbahnknotenpunkte.
Ende 1917 war von Mir Sultan Galijew, dem einflussreichen Vertreter der Wolga-Ural-Tataren innerhalb der kommunistischen Bewegung, erwogen worden, eine noch zu schaffende Turkestanische ASSR mit dem vom „tatarisch-baschkirischen Komitee“ kontrollierten Großtatarstan zu einem kommunistischen Groß-Turan zu vereinigen. Diese Forderung Galijews entstand, weil bereits im November und Dezember des gleichen Jahres in Kokand und Orenburg sowohl die Kokander als auch die baschkirische und kirgisische Autonomie ausgerufen worden waren.
Im Februar 1918 wurde die Kokander Autonomie de facto blutig beseitigt, und die siegreichen Rotarmisten richteten unter der Bevölkerung der Kokander Altstadt ein Blutbad an. 1919 wurde der Alasch-Orda-Staat vernichtend geschlagen und im August 1920 aufgelöst. Zum selben Zeitpunkt wurde auch die Kokander Autonomie de jure beendet und deren Gebiet der Turkestanischen ASSR zugeschlagen. Aus dem ehemaligen Alasch-Orda-Staat entstand die Kirgisische ASSR, der das Siedlungsgebiet der Karakalpaken angegliedert wurde und die Sowjetrussland angeschlossen wurde.
Im Oktober 1924 wurde die Turkestanische ASSR aufgelöst, nachdem das Gebiet seit 1916 durch die Basmatschi terrorisiert worden war. Das Gebiet wurde bis zum 16. Februar 1925 zentral von Moskau aus regiert und mit dem Gebiet des ehemaligen Generalgouvernement Steppe bzw. des ehemaligen Alasch-Orda-Staates vereinigt. Dieses Gebiet trug nun den Namen Kirgisische Autonome Sozialistische Sowjetrepublik. Ferner wurde das Gebiet der ehemaligen Kokander Autonomie angeschlossen. Damit bestanden zwei kirgisische Teilbereiche:
1. das Autonome Gebiet der Kasak-Kirgisen und
2. das Autonome Gebiet der Kara-Kirgisen.

Am 17. Februar 1925 wurde auf diesem Gebiet die Usbekische SSR gegründet. Diese erhielt aus der Erbmasse Turkestans das Siedlungsgebiet der Karakalpaken und das der Tadschiken. Auf einem weiteren Gebietsteil wurde die Turkmenische SSR gegründet.
Am 25. Oktober 1929 wurde das Autonome Gebiet der Tadschiken aus der Usbekischen SSR herausgelöst und zur eigenständigen Sowjetrepublik, der Tadschikischen SSR, erhoben.